# Louis de Grandmaison
François Jules Louis Loyzeau de Grandmaison (Le Mans, 21 gennaio 1861 – Soissons, 18 febbraio 1915) è stato un generale francese, fra i principali teorici militari dell'esercito francese all'inizio del Novecento.
Fervente sostenitore della teoria aggressiva dell'offensiva a oltranza che sarebbe stata adottata dall'esercito e impiegata con risultati negativi all'inizio della prima guerra mondiale, morì in combattimento nel 1915. Il suo nome è scritto sul monumento Généraux morts au Champ d'Honneur 1914-1918 situato presso La cattedrale di San Luigi degli Invalidi nell'Hôtel des Invalides di Parigi.

## Biografia
Nacque a Le Mans (Poitou) il 21 gennaio 1861, settimo figlio di François (Alfred) Loyseau de Grandmaison e di Marte Ravot, e fratello del poi celebre teologo gesuita Léonce de Grandmaison. Dal 1881 iniziò la frequentare dell'accademia militare di Saint-Cyr, uscendone nel 1883 con il grado di sottotenente e venendo destinato al 20º battaglione cacciatori a piedi di stanza a Rouen.
Promosso tenente nel 1886, venne assegnato quindi al 24º battaglione di fanteria leggera di base a Nizza.
Capitano dal 29 dicembre 1892, passò al 1º Reggimento della Legione straniera a Sidi Bel Abbes, divenendo poi attaché militare alla sede del Tonchino, comandando dal 1894 al 1895 il settore di Đồng Đặng, al confine con la Cina, che organizzò completamente.
Nel 1896 venne destinato al 131º Reggimento di fanteria di Orléans, insignito in quello stesso anno della croce di cavaliere della Legion d'onore. Nel maggio di quell'anno si sposò a Parigi con la signorina Marie-Julie Gillet Virginia. Nel 1898 venne ammesso alla Scuola di guerra per poi passare dapprima al 25º e poi al 110º Reggimento di fanteria.
Promosso chef de battalion nel 1900, continuò il proprio servizio per poi essere trasferito nel 1902  presso il 30º Reggimento fanteria di stanza ad Annecy. Nel 1905 fu trasferito allo Stato maggiore dell'esercito dapprima come vicecapo, e poi, dopo la nomina a tenente colonnello nel 1908, capo del 3er Bureau del Ministero della guerra, dove organizzò le difesa del confine orientale e le grandi manovre che si tenevano annualmente in quel settore.  In tale veste fu, insieme al capitano d'artiglieria Frédéric Culmann, teorico dell'attacco ad ogni costo che caratterizzò le operazioni dell'esercito francese nella fase iniziale della prima guerra mondiale. Nel maggio 1913 tale teoria venne inserita dal generale Joseph Joffre nel Piano XVII.
Nominato ufficiale della Legion d'onore nel luglio del 1911, divenne colonnello quello stesso anno e fu assegnato al 153º Reggimento di fanteria di Toul, uno dei reggimenti appartenenti al XX Corpo d'armata del generale Ferdinand Foch destinati a proteggere i confini della frontiera in Lorena. Dopo la morte della prima moglie, nell'aprile del 1912 si risposò con Germaine Delambre, figlia del generale Philippe Alfred Delambre.
Dopo lo scoppio della guerra condusse il suo reggimento nella battaglia delle Frontiere.
Sei volte ferito alla testa del suo reggimento a Morhange durante la battaglia di Lorena (19-20 agosto 1914), ricevette il comando della 53ª Divisione e venne promosso commendatore dell'ordine della Legion d'onore il 3 gennaio 1915. Promosso generale di divisione per meriti di guerra nel febbraio 1915, assunse il comando di un corpo d'armata della riserva, e fu ucciso il 18 dello stesso mese, a un chilometro a nord di Soissons, da una scheggia di bomba che lo colpì alla testa. Venne sepolto a Parigi il 22 febbraio successivo e sulla sua tomba fu posta l'iscrizione Mort pour la France.

## Pubblicazioni
- L'Expansion française au Tonkin. En territoire militaire, Paris, Plon, 1898
- Le Dressage de l'infanterie en vue du combat offensif, Paris, Berger-Levrault, 1908[1]
- Deux conférences fait aux officiers de l'etat-major de l'Armée, Centre des hautes études militaires (CHEM), Paris, Berger-Levrault, 1911 (prix Alfred Née de l'Académie française)[1]